# Sydafrikas Grand Prix 1975
Sydafrikas Grand Prix 1975 var det tredje av 14 lopp ingående i formel 1-VM 1975.  

## Resultat
1. Jody Scheckter, Tyrrell-Ford, 9 poäng
2. Carlos Reutemann, Brabham-Ford, 6
3. Patrick Depailler, Tyrrell-Ford, 4
4. Carlos Pace, Brabham-Ford, 3
5. Niki Lauda, Ferrari, 2
6. Jochen Mass, McLaren-Ford, 1
7. Rolf Stommelen, Hill-Ford
8. Mark Donohue, Penske-Ford
9. Tom Pryce, Shadow-Ford
10. Ronnie Peterson, Lotus-Ford
11. Guy Tunmer, Team Gunston (Lotus-Ford)
12. Jacky Ickx, Lotus-Ford
13. Eddie Keizan, Team Gunston (Lotus-Ford)
14. Dave Charlton, Scuderia Scribante (McLaren-Ford)
15. Bob Evans, BRM
16. Clay Regazzoni, Ferrari (varv 71, gasspjäll)
17. Mario Andretti, Parnelli-Ford (70, transmission)

### Förare som bröt loppet
- Jacques Laffite, Williams-Ford (varv 69, för få varv)
- Emerson Fittipaldi, McLaren-Ford (65, för få varv)
- Ian Scheckter, Blignaut (Tyrrell-Ford) (55, olycka)
- James Hunt, Hesketh-Ford (53, bränslesystem)
- Jean-Pierre Jarier, Shadow-Ford (37, överhettning)
- Lella Lombardi, March-Ford (23, bränslesystem)
- Arturo Merzario, Williams-Ford (22, motor)
- John Watson, Surtees-Ford (19, koppling)
- Vittorio Brambilla, March-Ford (16, kylare)

### Förare som ej kvalificerade sig
- Wilson Fittipaldi, Fittipaldi-Ford
- Graham Hill, Hill (Lola-Ford)